# 波盧帕尼夫卡
49°28′42″N 25°58′14″E / 49.47833°N 25.97056°E
波盧帕尼夫卡（烏克蘭語：Полупанівка），是烏克蘭的村落，位於該國西部捷爾諾波爾州，由捷尔诺波尔区負責管轄，始建於1209年，面積1.09平方公里，2001年人口1,008，人口密度每平方公里922.2人。